# Letland - frihedens pris
|  | Denne artikel er oprettet af botten PalnaBot ud fra en ekstern database. Den kan derfor have sproglige fejl eller mangler. Denne skabelon kan fjernes efter kontrol af indholdet. |

Letland - frihedens pris er en dokumentarfilm instrueret af Jørgen Pedersen, Lisbeth Lyngse efter manuskript af Jørgen Pedersen, Lisbeth Lyngse.

## Handling
I september 1991 anerkendte Sovjetunionen de baltiske landes uafhængighed. Estland, Letland og Litauen havde officielt genvundet deres selvstændighed efter halvtreds år som sovjetrepublikker. Og hvordan går det så? I Letland, hvis temperatur denne film tager fire år efter befrielsen, går det ikke så godt. I et land uden de store demokratiske traditioner har nationalister ønsket sig at vende tilbage til tiden før den russiske besættelse i 1940. Det betyder for eksempel, at den store russiske befolkning har fået fjernet alle rettigheder og i dag lever som statsløse. Det gør også ondt i økonomien, fordi tabet af arbejdspladser er enormt, og på landet lever man som i 30'erne. Men måske bliver det bedre om ti år, som en landmand meget forsigtigt håber!